# Vorderster Kahler Berg
Der Vorderste Kahle Berg ist ein 192 m ü. NHN hoher Berg im nordwestlichen Odenwald, ca. 2,5 km östlich von Darmstadt. Er liegt in der Waldgemarkung Darmstadt und ist stark bewaldet. Östlich vom Vordersten Kahlen Berg befindet sich der Hinterste Kahle Berg. Östlich davon befindet sich das Naturschutzgebiet Scheftheimer Wiesen mit dem Ruthsenbach. Südlich des Bergs befindet sich der Grüne Teich. Westlich des Bergs befindet sich das Oberfeld. Der Berg wird südlich, westlich und nördlich vom Letschbach umflossen.

## Toponyme
1. 1664: im Kohlberge
2. 1722: die beiden Kohlenberge
3. undatiert: Vorderster, Hinterster Kahleberg
4. heute: Vorderster Kahler Berg

## Etymologie
Zu Althochdeutsch calo und Mittelhochdeutsch kal mit der Bedeutung „kahl“. Kahle, unbewachsene oder gerodete Flächen waren namengebend. Situation in Darmstadt: Die Belege mit dem Stammvokal /o/ zeigen wahrscheinlich einen dialektral verdumpften Stammvokal. Sie gehören daher zu kahl und nicht zu Kohle.